# Agadir (construção)

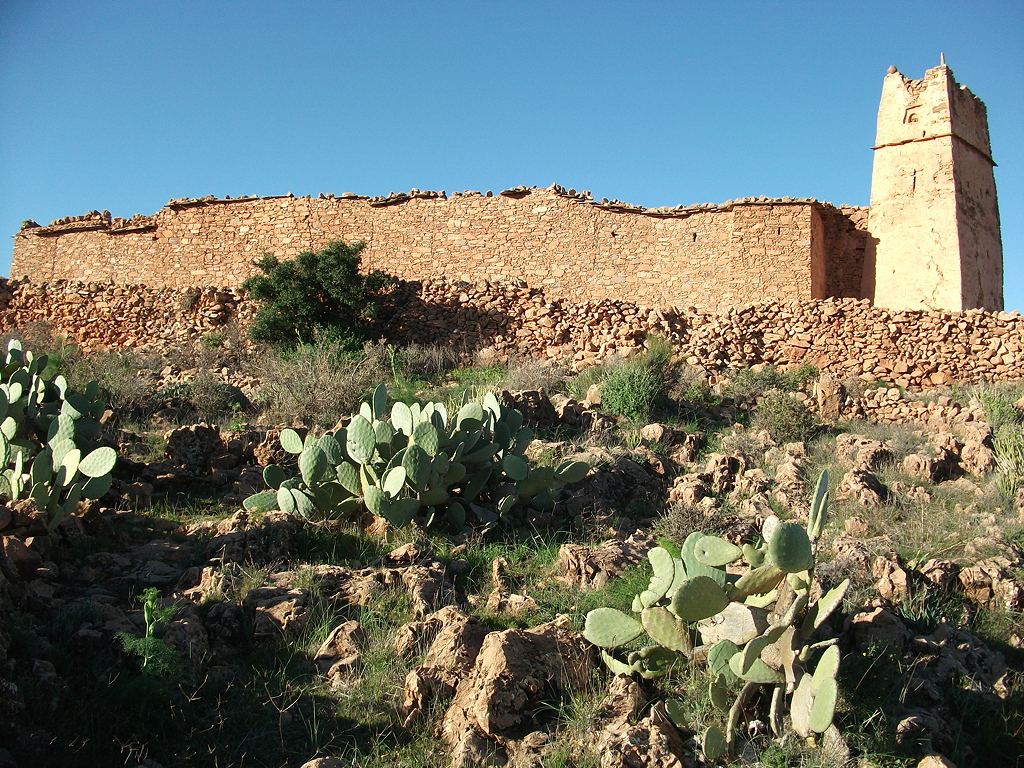
Agadir de Imhilene.

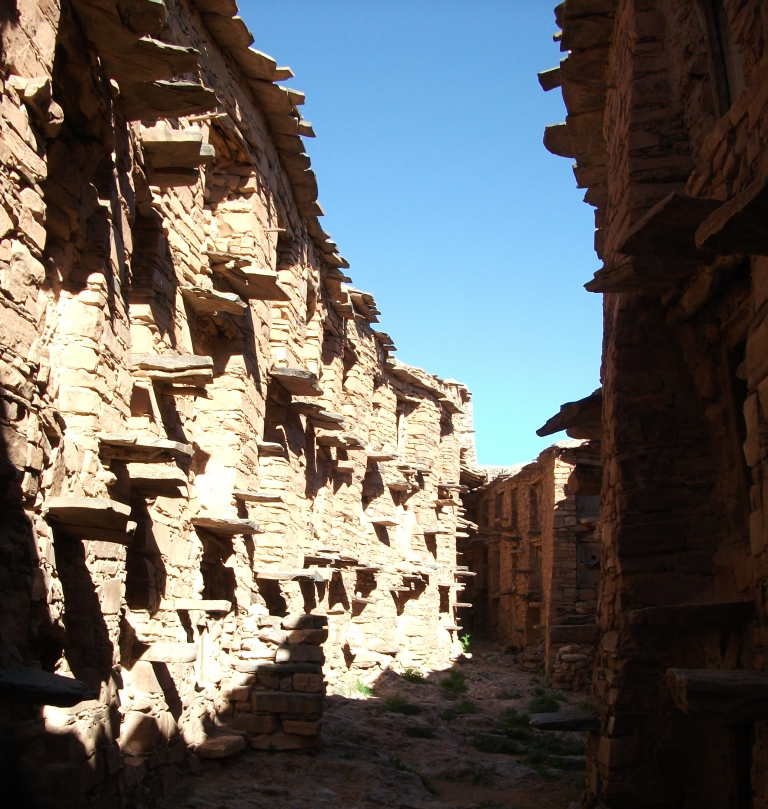
Interior do agadir de Imhilene

Agadir (plural: igudar ou igidar) é, no Magrebe (noroeste de África), um celeiro coletivo fortificado. É um termo berbere, que significa celeiro e deu o nome à cidade de Agadir do sudoeste de Marrocos.
Embora por vezes se considerem uma variante dos alcáceres (ksour; singular: ksar), na prática a distinção tem mais a ver com o local geográfico e o nome dado localmente do que com as funções específicas, as quais têm algumas variações geográficas. No sul de Marrocos, o termo agadir/igudar ou ainda tighremt está fortemente associado às funções de armazém fortificado, enquanto que o termo alcácer pode ser aplicado a construções de cariz sobretudo defensivo, apesar de também ter funções de armazém. Na Tunísia é frequente que os alcáceres tenham as funções dos igudar do sul de Marrocos.[carece de fontes?]

## Descrição
A função dos agadires é sobretudo defensiva. Um agadir comporta algumas partes comuns, como depósito de água (cisternas), mesquita, casa do guarda, espaço dos inflass (representantes das famílias), muralha, cozinha, instalações sanitárias, etc., e partes privadas, constituídas pelos compartimentos de armazenagem. Há ainda um espaço reservado a dar abrigo a gado.
Os agadires são geralmente construídos em terrenos coletivos, frequentemente na propriedade do clã dominante ou em terras incultas no cimo de um monte. Os materiais de construção são sempre locais: cal, taipa ou barro, pedras soltas ("pedras secas"), tijolo, etc. É comum encontrar agadires construídos com vários materiais, como por exemplo, pedra na base das paredes e o resto em taipa.
As portas são feitas em madeira e decoradas com motivos que denunciam fortes influências amazigues e subsarianas. As escadas são construídas com lajes de calcário com uma metade encastrada nas paredes. Noutros casos, são usados como escadas troncos de palmeira com entalhes.

## Funções

### Armazenagem
Os agadires serviam para conservar alimentos secos ou líquidos, por vezes durante vários anos, que podiam chegar a 20 ou 30 anos no caso das amêndoas e dos frutos de argão. A manteiga e o mel eram conservados em potes, à semelhança dos líquidos, como óleo (principalmente azeite e óleo de argão), sendo usado para estes últimos recipientes com garagalo alto. Também eram armazenados víveres de uso mais quotidiano, como tâmaras, figos, sal ou objetos mais preciosos, como peles de carneiro, armas e munições, roupa festiva, hena, títulos de propriedade, etc.

### Gestão e papel político

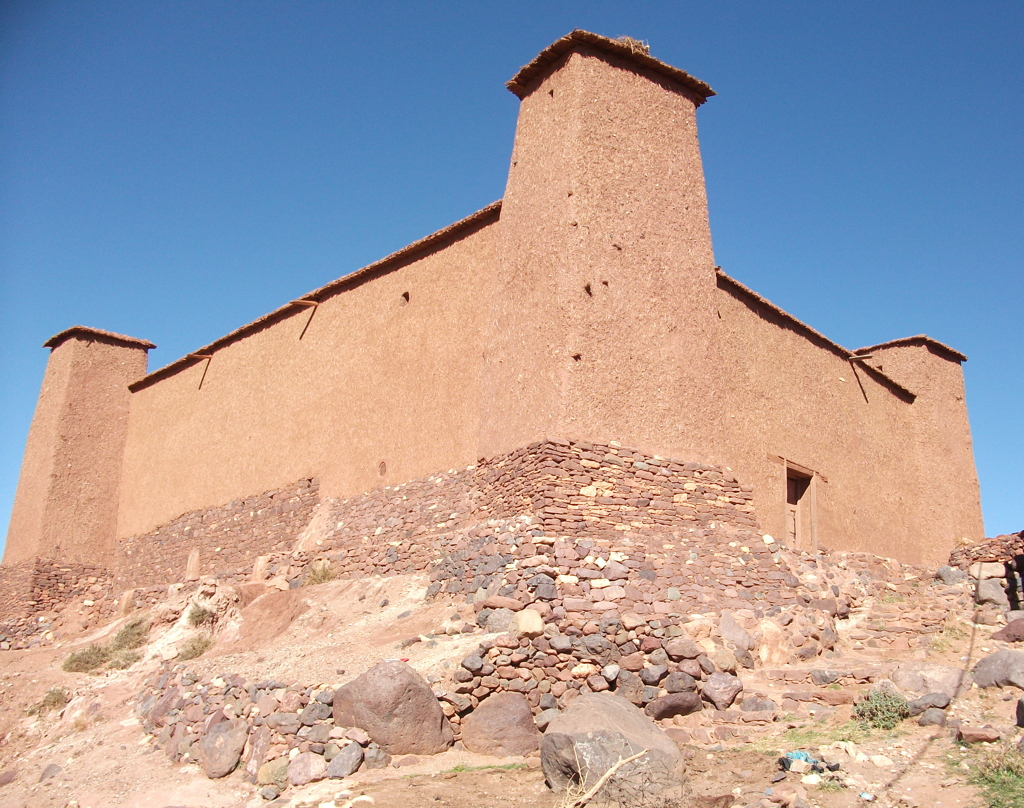
Igherm-n'Ougdal.

A decisão de construir um agadir era tomada por uma assembleia da tribo. Cada clã ou grupo de famílias era representado nessa assembleia por um anflouss. Para ter direito a armazenar os seus bens no agadir, cada família devia participar na sua construção.
Na Idade Média, as funções dos agadires mudaram. Em Marrocos, tornaram-se uma instituição legal, regidas por uma carta (tifinague: ⵍⵍⵓⵃ; llouh), que assegurava funções políticas, sociais e defensivas além da função económica de armazenagem de bens e cereais. Nos alcáceres (ksour) da Tunísia, a função comercial ganhou muita importância e os celeiros coletivos dessa região tornaram-se lugares de trocas comerciais.
Os agadires de Marrocos tinham uma função política, representando a sede do governo local, chamado inflass (ⵉⵏⴼⵍⴰⵙ) em amazigues. Tinham também uma função defensiva, pois constituíam um refúgio quando ocorriam ataques de tribos inimigas ou do poder central. Em algumas zonas do sul, os celeiros fortificados mais antigos são chamados igoudr n-iroumines (agadires dos romanos ou igoudr  n-bertkiz (agadires dos portugueses), pois os locais acreditam que eles têm origem romana ou portuguesa, apesar dessas zonas saarianas nunca terem sido ocupadas por esses povos.
Os agadires mais antigos atualmente encontram-se em Marrocos, no coração das montanhas do Antiatlas, nos territórios das tribos Illalen (ⵉⵍⵍⴰⴱⵍⵏ). As cartas de gestão mais antigas desses agadires remontam ao século X.

## Situação atual
Os agadires estão ameaçados de desaparecimento por um conjunto de fatores, nomeadamente o abandono devido às secas e à emigração. Uma grande parte dos construídos em taipa estão desmoronados devido aos fatores climáticos — sem conservação, as paredes de barro são levadas pelas chuvas que, embora raras, podem ser muito fortes. Há alguns esforços de preservação por parte de associações locais e projetos de restauração, nomeadamente para os explorar turisticamente. Alguns ainda são utilizados e geridos nos moldes tradicionais por comunidades locais.